# Interleukine 12

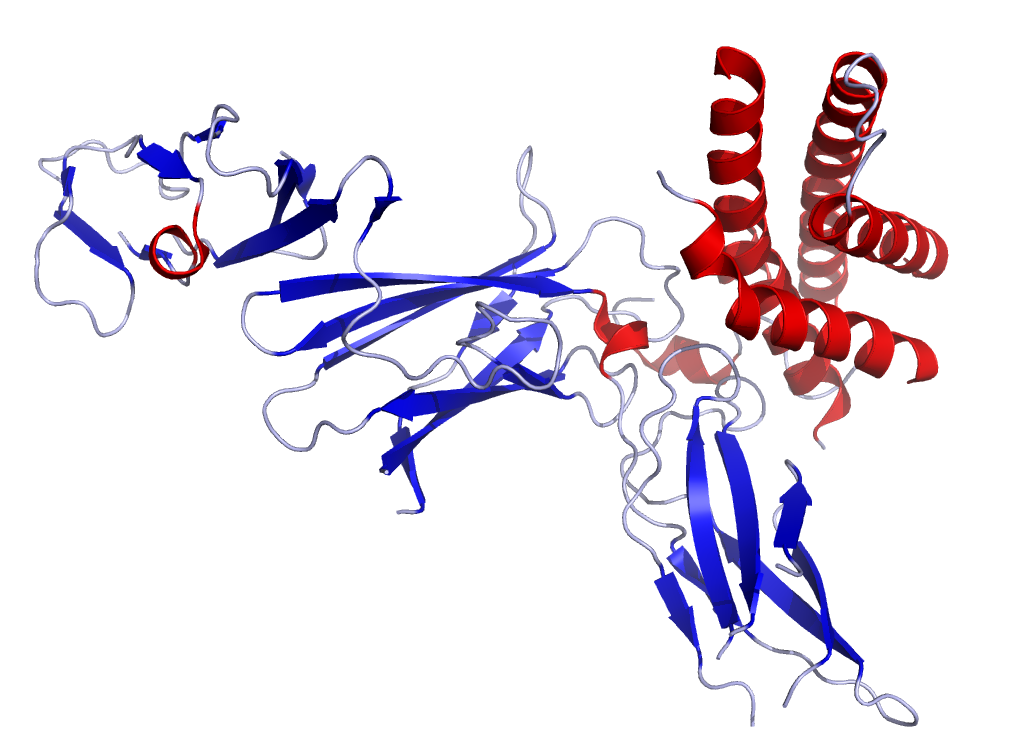
Modélisation bioinformatique de la structure de l'IL-12.

L'interleukine 12 (ou IL-12) est une cytokine produite par les cellules dendritiques, les macrophages et certains types de cellules B. Elle agit en réponse à une stimulation antigénique.

## Gènes de l'IL-12
L'IL-12 est une interleukine hétérodimèrique faite de deux protéines p40 et p35 codées respectivement par les gènes IL-12B et IL-12A.

## Rôles et fonctions
L'IL-12 est notamment connue pour ses fonctions dans la différenciation des cellules T naïves en cellules Th1.
L'IL-12 permet la stimulation de la production des interféron-gamma (IFN-γ) et du TNF-α par les cellules NK. Elle joue également un rôle très important dans les activités des cellules T mais aussi celle des cellules NK, donc. L'IL-12 permet de stimuler les activités cytotoxiques des cellules NK et T CD8.
L'IL-12 aurait également des activités anti-angiogéniques, inhibant la formation de nouveaux vaisseaux sanguins en augmentant la production d'IFN-γ qui aura pour but d'augmenter le taux d'IP-10 (chemokine inducible protein-10) qui médie et permet les effets anti-angiogéniques. Cela a donc des applications en cancérologie, afin de bloquer l'angiogenèse tumorale et ainsi provoquer l'asphyxie tumorale.